# Opéra sauvage
Opéra sauvage — саундтрек греческого композитора Вангелиса, записанный специально для серии документальных фильмов «Дикая опера» французского режиссёра Фредерика Россифа. На сегодняшний день один из самых высокооценённых и, по мнению многих, один из лучших альбомов маэстро.

## Об альбоме
Вангелис создал этот альбом во время своего электроакустического периода, который стал одним из самых продуктивных в его музыкальной карьере. Opéra sauvage похожа на его классическое звучание больше, чем его ранние работы режиссёра Фредерика Россифа, такие как L’Apocalypse des animaux и La Fête sauvage.

## Список композиций
| №  | Название         | Длительность |
| -- | ---------------- | ------------ |
| 1. | «Hymne»          | 2:40         |
| 2. | «Rêve»           | 12:26        |
| 3. | «L'Enfant»       | 4:57         |
| 4. | «Mouettes»       | 2:28         |
| 5. | «Chromatique»    | 3:25         |
| 6. | «Irlande»        | 4:43         |
| 7. | «Flamants Roses» | 11:50        |

## Чарты
| Чарт (1979)         | Пиковая позиция |
| ------------------- | --------------- |
| США (Billboard 200) | 42              |